# Ottó Bláthy

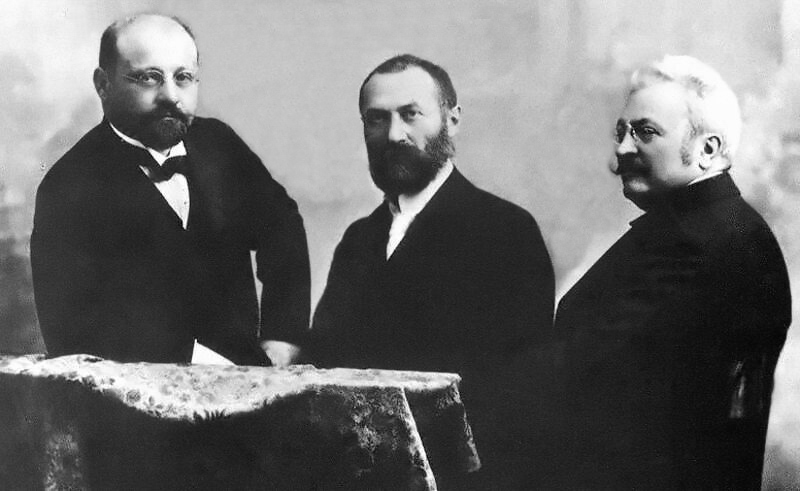
Ottó Bláthy (m), samen met Déri en Zipernowsky

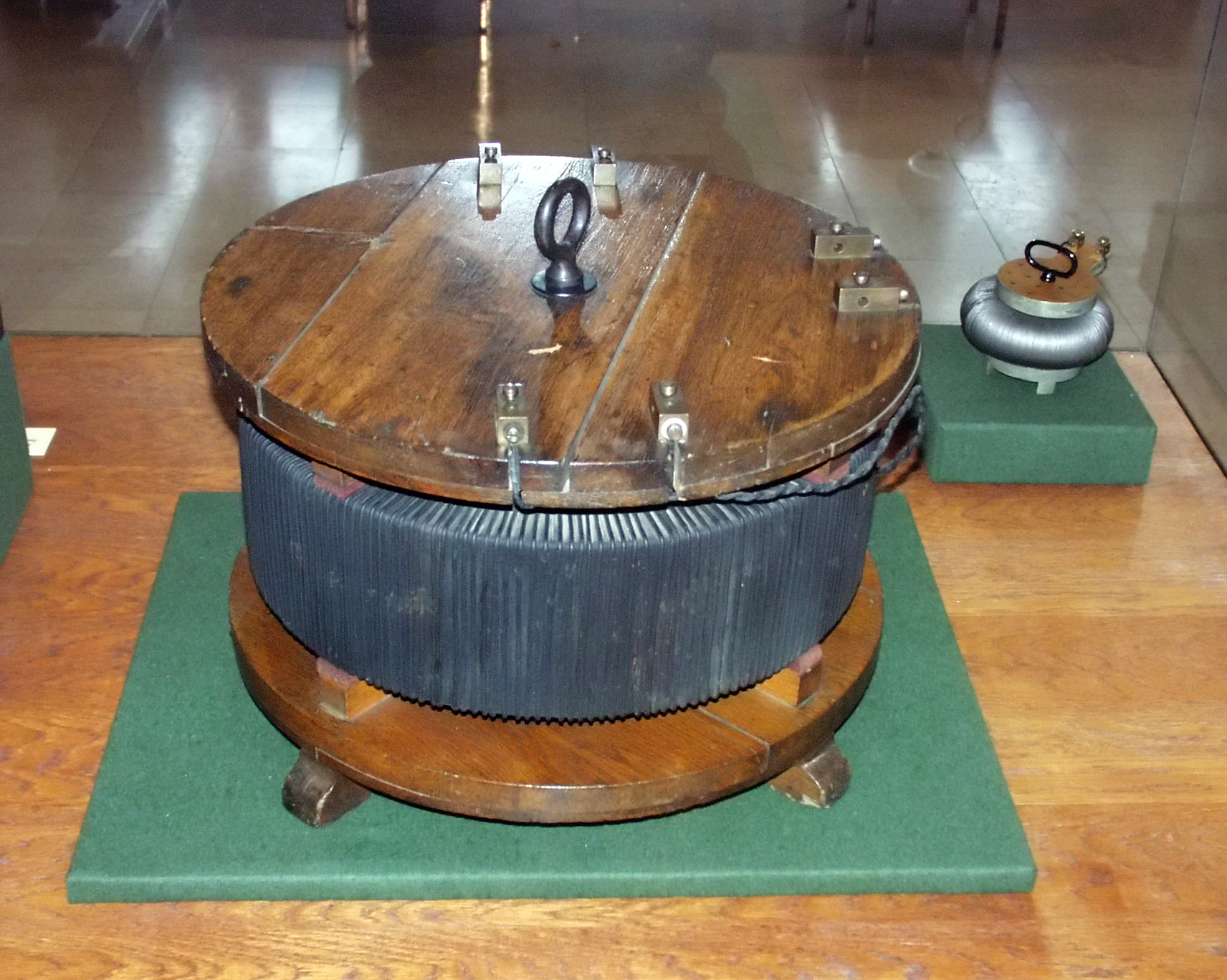
Eersten transformatoren (Déri-Bláthy-Zipernovski, Budapest 1885.)

Ottó Titusz Bláthy (Tata, 11 augustus 1860 - Boedapest, 26 september 1939) was een Hongaars elektrotechnicus en mede-uitvinder van de elektrische transformator, de spanningsregelaar, de wattmeter, de wisselstroommotor en een zeer efficiënte turbogenerator.

## Biografie
Ottó Bláthy verkreeg zijn diploma werktuigbouwkunde in 1882 aan de technische universiteit van Wenen. In 1883 begon hij voor de Ganz fabrieken te werken als mechanisch ingenieur, het bedrijf waarmee hij de rest van zijn leven mee verbonden zou blijven.
Bij Ganz begeleidde hij experimenten om het rendement van energiedistributie over lange afstanden te verhogen. Zijn belangrijkste uitvinding was de ZBD-transformator, die hij in 1885 samen met Miksa Déri en Károly Zipernowsky ontwikkelde. Op Bláthy's aanwijzingen werd de transformator gemaakt met een gesloten ijzeren kern.
Ottó Bláthy bleef tot op hoge leeftijd actief werkzaam voor Ganz. Op 25 september stuurde hij nog een bericht naar de Ganz fabriek. De volgende dag arriveerde de bode met het nieuws dat zijn voorspoedige carrière was beëindigd. Ottó Bláthy overleed op 79-jarige leeftijd in Boedapest

## Schaken
Naast zijn wetenschappelijke werk is Ottó Bláthy zeer bekend als auteur van ingewikkelde schaakproblemen. Hij specialiseerde zich op het gebied van lange moremovers. Waarschijnlijk houdt hij het wereldrecord voor het maximaal aantal zetten (schaakmat in 292 zetten) in zijn orthodoxe problemen. 
Een voorbeeld van een door hem geconstrueerd schaakprobleem wordt gegeven in het diagram. Merk op dat zwart al zijn stukken en pionnen nog heeft. 
Wit speelt en wint. 